# Johann Jakob Irle
Johann Jakob Irle (* 28. Januar 1843 in Hatzfeld, Hessen; † 7. September 1924 in Witten) war Missionar der Rheinischen Missionsgesellschaft in Deutsch-Südwestafrika, dem heutigen Namibia.

## Leben
In Elberfeld-Barmen aufgewachsen, wurde Irle zunächst Schreiner. 1863 trat er in die Barmer Missionsschule ein, seine Ordination empfing er am 12. August 1868. Anschließend ging Irle ins spätere Deutsch-Südwestafrika. 1870 war er in Otjikango tätig, 1871 in Okahandja. 1872 errichtete Irle die Station Otjosazu (heute: Otjisazu) und war hier bis 1903 tätig.
Johann Jakob Irle setzte sich, wie auch viele andere Missionare, für die Rechte und den Erhalt des Hererovolkes ein.

## Familie
Johann Jakob Irle heiratete am 21. Januar 1872 Emilie Schweißfurt (1839–1888) in Otjimbingwe, aus dieser Ehe gingen acht Kinder hervor, von denen zwei im Kindesalter verstarben:
- Emilie (* 1872)
- Maria (* 1875)
- Jakob (* 1878), ebenfalls Missionar
- Otto (* 1879)
- Luise (* 1880)
- Bertha (1881–1918), heiratete 1907 den Missionar Eduard Müller

Am 7. Juli 1890 heiratete Irle in Barmen Sophie Hedwig von Rohden, die Tochter des Missionsinspektors Ludwig von Rohden. Aus dieser Ehe gingen drei Kinder hervor.

## Werke
- Was soll aus den Herero werden? Gütersloh 1905
- Die Herero. Ein Beitrag zur Landes-, Volks- und Missionskunde. Verlag C. Bertelsmann, Gütersloh 1906 (verschiedene Reprints erhältlich)
- Deutsch-Herero-Wörterbuch. Verlag: Hamburg Friederichsen, Hamburg 1917
- Die Religion der Herero. (Mitautor: Johannes von Moltke), Verlag Friedr. Vieweg & Sohn, Braunschweig 1921